# SNK 1 – Starostové našeho kraje
SNK 1 – Starostové našeho kraje (zkratka SNK 1 - SNK) je české politické hnutí oficiálně zaregistrované 13. května 2016 jako Sdružení nezávislých kandidátů 1 (zkratka SNK1). Hnutí působí především v Karlovarském kraji.

## Vývoj názvu a zkratky hnutí
Sdružení nezávislých kandidátů 1, zkratka SNK1 (13. května 2016 – 18. února 2020)
Sdružení nezávislých kandidátů 1 – Starostové našeho kraje, zkratka SNK1 - Starostové našeho kraje (18. února 2020 – 1. dubna 2022)
SNK 1 – Starostové našeho kraje, zkratka SNK 1 - SNK (od 1. dubna 2022)

## Vedení hnutí
Předsedou hnutí je od května 2016 starosta obce Sadov Eduard Frisch.

## Účast ve volbách

### Volby do zastupitelstev krajů

#### Rok 2016
Ve volbách do zastupitelstev krajů v roce 2016 hnutí kandidovalo samostatně do Zastupitelstva Karlovarského kraje. Se ziskem 2 135 hlasů (tj. 3,04 %) se však do zastupitelstva nedostalo.

#### Rok 2020
Ve volbách do zastupitelstev krajů v roce 2020 hnutí opět kandidovalo samostatně do Zastupitelstva Karlovarského kraje. Hnutí získalo 4 353 hlasů (tj. 5,45 %) a 3 mandáty v 45členném zastupitelstvu. Zastupitel Vít Hromádko, který byl zvolen na kandidátce hnutí, se po volbách stal radním Karlovarského kraje pro oblast rozvoje venkova a zemědělství. Dne 3. ledna 2024 si však Vít Hromádko zaregistroval vlastní hnutí s názvem Vize pro Karlovarský kraj.

#### Rok 2024
Ve volbách do zastupitelstev krajů v roce 2024 hnutí kandiduje do Zastupitelstva Karlovarského kraje v koalici s KDU-ČSL. Lídryní kandidátky je Oľga Haláková z KDU-ČSL.

### Volby do zastupitelstev obcí

#### Rok 2018
Ve volbách do zastupitelstev obcí v roce 2018 hnutí získalo celkem 31 mandátů.

#### Rok 2022
Ve volbách do zastupitelstev obcí v roce 2022 hnutí získalo celkem 33 mandátů.

### Volby do Senátu PČR

#### Rok 2016
Ve volbách do Senátu PČR v roce 2016 kandidoval v obvodu č. 1 – Karlovy Vary za hnutí starosta obce Sadov Eduard Frisch. V prvním kole získal 1 685 hlasů (tj. 6,12 %), skončil sedmý, a nepostoupil tak do druhého kola.

## Volební výsledky

### Krajská zastupitelstva
| Volby | Kraj        | Kandidátní listina                                         | Hlasy  | Hlasy | Mandáty | Mandáty |
| Volby | Kraj        | Kandidátní listina                                         | Celkem | %     | Mandáty | Mandáty |
| Volby | Kraj        | Kandidátní listina                                         | Celkem | %     | Zvoleno | ±       |
| ----- | ----------- | ---------------------------------------------------------- | ------ | ----- | ------- | ------- |
| 2016  | Karlovarský | Sdružení nezávislých kandidátů 1                           | 2 135  | 3,04  | 0/45    | ▬0      |
| 2020  | Karlovarský | Sdružení nezávislých kandidátů 1 - Starostové našeho kraje | 4 353  | 5,45  | 3/45    | ▲3      |
| 2024  | Karlovarský | Koalice SNK 1 - SNK a KDU-ČSL                              | 1 540  | 2,29  | 0/45    | ▼–3     |

### Zastupitelstva obcí
| Volby | Mandáty  | Mandáty |
| Volby | Zvoleno  | ±       |
| ----- | -------- | ------- |
| 2018  | 31/61950 | ▲31     |
| 2022  | 33/61780 | ▲2      |

### Senát PČR
| Volby | Senátní obvod       | Kandidát      | Volební strana | Navrhující strana | Politická příslušnost | První kolo | První kolo | Druhé kolo | Druhé kolo |
| Volby | Senátní obvod       | Kandidát      | Volební strana | Navrhující strana | Politická příslušnost | Hlasy      | Hlasy      | Hlasy      | Hlasy      |
| Volby | Senátní obvod       | Kandidát      | Volební strana | Navrhující strana | Politická příslušnost | Celkem     | %          | Celkem     | %          |
| ----- | ------------------- | ------------- | -------------- | ----------------- | --------------------- | ---------- | ---------- | ---------- | ---------- |
| 2016  | č. 1 – Karlovy Vary | Eduard Frisch | SNK1           | SNK1              | SNK1                  | 1 685      | 6,12       | –          | –          |